# Georg Simmel
Georg Simmel (Berlín, 1 de març de 1858 – Estrasburg, 28 de setembre de 1918) fou un sociòleg alemany.
Simmel va estudiar filosofia i història a la Universitat de Berlín. Va obtenir el doctorat el 1881 amb una tesi sobre la monadologia física de Kant i entrà a formar part del cos de professors universitaris el 1885 a la mateixa Universitat de Berlín. Tot i el suport de Max Weber no va aconseguir assumir una posició professoral estable fins al 1901. Georg Simmel va ser cofundador, junt amb Max Weber i Ferdinand Tönnies, de la Societat Alemanya de Sociologia.
Per Simmel, la sociologia s'ha de dedicar a l'estudi de la interacció social. Ha d'esbrinar les pautes d'interacció que es repeteixen en les relacions humanes. La seua formació kantiana el porta a la recerca dels a prioris sociològics, mitjançant un procediment intuïtiu. Els a prioris sociològics de Simmel parteixen de l'individu, però requereixen la reciprocitat. El primer a priori és el de les accions recíproques i es refereix al fet que el sentit de la identitat individual es construeix necessàriament mitjançant el sentiment de pertànyer a diversos grups. El segon a priori és el de la vida social empírica i es refereix a la particularitat que els individus han de ser al mateix temps actors i espectadors dels seus propis processos d'acció social. Finalment, el tercer a priori el denomina valor general de l'individu, principi que remet a la continuïtat que existeix entre la consciència que l'individu posseeix de l'estructura social i l'efectiva realitat d'aquesta estructura social.
Els plantejaments de Simmel van trobar seguidors i es va conformar una escola que va rebre el nom de Sociologia Formal. El nom es deriva del fet que els treballs de Simmel centren la seua atenció sobre les formes, sense entrar a considerar els continguts. Simmel intenta extreure generalitzacions a partir de les formes.
La influència de Simmel es deixa notar a diverses orientacions de la sociologia com ara l'Interaccionisme Simbòlic, l'Etnometodologia i les sociologies d'orientació cognitiva.

## Bases de la teoria de Simmel

### Nivells de preocupació
Hi ha quatre nivells bàsics de preocupació en el treball de Simmel. Primer, els seus supòsits sobre els mecanismes psicològics de la vida social. Segon, el seu interès en els mecanismes sociològics de les relacions interpersonals. Tercer, el seu treball sobre estructura i canvis en el Zeitgeist, l'esperit social i "cultural" del seu temps. També va adoptar el principi d'aparició, la idea que els nivells més alts emergeixen dels nivells més baixos. Finalment, va tractar sobre els seus punts de vista sobre la naturalesa i el destí inevitable de la humanitat. El seu treball més microscòpic va tractar sobre les formes d'interacció que tenen lloc entre diferents tipus de persones. Les formes inclouen subordinació, superordinació, intercanvi, conflicte i sociabilitat.

### Pensamentdialèctic
Un enfocament dialèctic és multicausal, multidireccional, integra fets i valors, rebutja la idea que hi ha línies divisòries dures entre els fenòmens socials. Se centra en les relacions socials, no només en el present, sinó també en el passat i el futur. Està profundament centrat en els conflictes i contradiccions. La sociologia de Simmel es refereix a les relacions, especialment a la interacció, i per això va ser conegut com un ''relacionista metodològic''. El seu principi és que tot interactua d'alguna manera amb tota la resta. Simmel va estar interessat principalment en els dualismes, conflictes i contradiccions en qualsevol àmbit del món social en què es va exercir.

### Consciència individual
Simmel es va centrar en les formes d'associació i va prestar poca atenció a la consciència individual. Creia en la consciència creativa, creença que es pot trobar en diverses formes d'interacció, en la capacitat dels actors per a crear estructures socials i en els efectes desastrosos que aquestes estructures tenien en la creativitat dels individus. Simmel, també creia que les estructures socials i culturals arribaven a tenir una vida pròpia.

### Sociabilitat
Per a Simmel, les formes d'associació fan que una simple suma d'individus separats esdevingui una societat, a la qual descriu com una unitat superior composta d'individus. Estava especialment fascinat per l'impuls de la sociabilitat en l'ésser humà, que ha qualificat d'"associacions ... [a través de les quals] la solitud dels individus es resol en la unió, una unió amb els altres".

### Les tríades
Va fer un estudi sobre les relacions de poder en grups de tres, siguin persones o entitats. El seu concepte més conegut és el tertius gaudens, el tercer o la situació en la qual una tercera persona aprofita un conflicte entre dues altres.

## Alguns dels seus punts de vista

### Els diners i la cultura moderna
Simmel veu els diners com un component de la vida que ens ajuda a comprendre la totalitat d'aquesta. Simmel creia que les persones creaven valor en fer objectes, després separar-se d'ells i més endavant tornar a intentar superar la distància que s'havia creat entre l'objecte i la persona.
Va descobrir que aquelles coses que es trobaven massa a prop, no es consideraven valuoses, de la mateixa manera que aquelles coses que es trobaven massa lluny tampoc arribaven a considerar-se valuoses. Per determinar el valor d'una cosa es té en compte; l'escassetat, el temps, el sacrifici i les dificultats que implica l'obtenció de l'objecte.
Per Simmel suposa un canvi quantitatiu, ja que els diners farà que existeixi una diferència social que a poc a poc transforma les formes de relació i cultura.
La modernització estarà impulsada principalment per l'economia monetària, basada en els diners i no els intercanvis. Donant poder a les classes artesanes i mercantils, el grup social que protagonitzarà el canvi a causa de la seva vinculació directa als diners i no a les propietats de la terra.
Aquest canvi cultural es donarà gràcies al fet que es començarà a calculabilitzar tot a conseqüència de l'economia monetària, l'exemple més clar és el temps, "Time is Money" serà el nom que se li donarà a aquest canvi cultural, el símbol d'aquesta modernitat serà l'aparició del rellotge de butxaca representant la puntualitat.
Això comporta una societat molt més accelerada, perquè el temps es calcula basant-se a guanyar el màxim de diners possibles, creant noves formes de relacions socials.
Les relacions socials es tornen anònimes, ja que estan basades en el preu i no la confiança, per tant, l'engany serà més fàcil.
Al capítol 6 de la Filosofia dels diners, Simmel ens exposa tres formes socials que, segons ell, han pres molta autonomia amb la modernitat (fins i tot podríem dir, segons ell, que l'autonomia d'aquestes tres formes és el pilar fonamental de la modernitat).
Aquestes tres formes són les del dret, és a dir, les formes de conducta normativa que s'adopten en l'edat moderna, el diner, la forma moderna de les relacions d'intercanvi i la intel·lectualitat, una forma moderna de relacions basades en la transmissió del coneixement.
Per a Simmel, aquestes tres formes empoderen els individus perquè es converteixin en un element de la cultura objectiva, i obtindran el poder de determinar formes d'interacció social.
Apareixerà una contradicció a la vida social, perquè sembla que perdem relacions socials i alhora puja el nivell d'individualisme, independència i la possibilitat de dedicar-se al que es vulgui, ja que cada vegada augmenten més les professions relacionades amb els diners, una situació que implicarà el canvi del camp a la ciutat. Es dona en el moment que les terres deixen de ser comunals i comencen a ser monetàries, canviant el seu valor, ús, i les relacions implicades.

### Sociologia urbana
Simmel és pioner en el tema de sociologia urbana. És un pensador romàntic pessimista a causa de la seva descripció freda de les coses. No és un marxista que denuncia canvis i proposa una solució a aquests, descriu el que podria ser nomenat com una tragèdia, la tragèdia de la cultura.
La ciutat és la plasmació del que nosaltres volíem, la llibertat, com un bé humà o la igualtat, això pot tenir un efecte advers com l'alienació tornant la llibertat en repressió.
La creació de les grans urbs es dona per la voluntat dels individus de sortir d'aquest poble petit, on no hi ha anonimat, i junt amb creences religioses es crea una gran protecció i cohesió del grup, la ciutat serà el contrari a això.
Per Simmel la metròpoli serà la ciutat amb més de mig milió d'habitants. La ciutat és una forma social que s'escapa de l'abast de l'individu, ja que com més gran sigui la ciutat, més petit serà l'individu, creant-se un conflicte entre l'herència històrica, la cultura objectiva i les tècniques de la vida.
Per Simmel la vida a la ciutat porta a una extrema divisió del treball, especialització i una individualització contínua. L'individu s'especialitza i individualitza fins a arribar un punt on és un complement dels altres, creant una interdependència entre els ciutadans.
La metròpolis té unes exigències a les quals el metropolita s'ha d'adaptar, això comporta la creació d'un tipus especial de persones, les quals es diferencien per quatre característiques:
· 	Reservats; han d’amagar les emocions que perillen.
· 	Indiferent
· 	Calculador
· 	Intel·lectual; tot el que fa passa pel seu intel·lecte i no per les parts emocionals.
A la ciutat hi ha un predomini de l'economia monetària, gràcies a l'intercanvi de diners, que fa que es pugui efectuar aquesta relació calculadora, atès que amb els diners es pot mesurar tot amb un mateix valor.
Els diners simplifiquen completament l'enorme complexitat de la vida humana, el que podria ser el càlcul de quant val el treball d'una persona. També simplifica les negociacions entre individus, ja que només importa el caràcter o rol, deixen de ser personals i es fan impersonals i numèriques, evitant posar la nostra personalitat en risc.

### L’—
El concepte de distància de Simmel entra en joc quan identifica a un estranger com una persona que està lluny i a prop al mateix temps.
«L'estrany està a prop nostre, en la mesura en què sentim entre ell i nosaltres trets comuns de caràcter nacional, social, ocupacional o generalment humà. Però està lluny de nosaltres, en la mesura en què aquests trets comuns s'estenen més enllà d'ell o de nosaltres, i només ens connecten perquè connecten a moltes persones.» —Georg Simmel, «Exkurs über den Fremden», Soziologie (1908)
Un estranger està prou lluny per a ser considerat com a desconegut, però prou a prop per a arribar a conèixer-lo. En una societat hi ha d'haver estranys, si es coneix a tothom, no hi ha cap persona que pugui aportar alguna cosa nova a aquest món.
L'estrany té certa objectivitat, un fet que el fa valuós per l'individu i la societat. La gent abandona les seves inhibicions al seu voltant i confessa obertament sense gens de por. Això es dona pel fet que existeix la creença de què l'estrany no està relacionat amb ningú significatiu, i, per tant, no representa una amenaça per a la vida de l'agent.
Simmel observa que l'estrany acostuma a fer feines que els altres membres dels grups són incapaços de fer o no estan disposats a realitzar-les.
En les societats premodernes eren utilitzats com a àrbitres i jutges, pel fet que s'esperava que tractessin a les faccions rivals amb una actitud imparcial. Pot ser imparcial i decidir lliurament i sense por, sent capaç de veure, pensar i decidir sense ser influenciat per l'opinió aliena.
«L'objectivitat també es pot definir com llibertat: l'individu objectiu no està subjecte a compromisos que puguin perjudicar la seva percepció, comprensió i avaluació d'allò donat.» —Georg Simmel, «Exkurs über den Fremden», Soziologie (1908)

Per tant, es podria dir que l'opinió de l'estrany realment no importa a causa de la seva desconnexió amb la societat, però alhora sí que importa a causa de la seva desconnexió amb la societat.

### El pobre
"El pobre com a categoria sociològica, no és el que pateix determinades deficiències i privacions, sinó aquell que rep ajudes o hauria de rebre-les, segons les normes socials. Consegüentment, en aquest sentit, la pobresa no pot definir-se en si mateixa com un estat quantitatiu, sinó tan sols segons la reacció social davant determinada situació".
Simmel estableix una diferència entre la pobresa absoluta i la pobresa relativa, i el caràcter relatiu de la pobresa en la societat moderna. En aquest segon sentit, és pobre aquell que els seus recursos no arriben a satisfer les seves necessitats. Per una banda, hi ha determinades necessitats, com l'alimentació, l'habitatge i el vestit, que poden considerar-se com bàsiques i independents de tota fixació arbitrària i personal, malgrat que no poden determinar-se amb seguretat la mesura d'aquestes necessitats, però si no es tenen, s'està en el llindar de la pobresa. Però hi ha necessitats típiques de cada ambient general, cada classe social, i la impossibilitat de satisfer-les també significa pobresa. Arran d'això, pot haver-hi persones que són pobres dins d'una classe i no ho serien si hi fossin a una d'inferior, ja que tindrien prou mitjans per a satisfer les necessitats típiques del seu ambient o classe social. Resulta molt suggerent la relació que estableix Simmel entre la sociologia de la pobresa i la sociologia del regal.
Simmel analitza el pobre des de la mendicitat fins que s'arriba a l'assistència social i el creixement estat modern. La mendicitat serà la construcció social del pobre i la pobresa. Els drets del pobre són els deures dels altres (els no pobres).
L'assistència als pobres; el deure d'assistència és el correlat del dret a ser assistit del pobre, una exigència que neix del sentiment de pertinença necessari del grup. Per tant, d'alguna manera la societat sent que el pobre està al medi social per una raó, ja que no l'exclou. Aquesta situació confereix al pobre un dret de compensació.
La petició d'assistència resulta més fàcil si el pobre entén que exerceix un dret, atès que desapareix la vergonya i la humiliació.
El dret d'assistència dels pobres és el que realment crearà la institució d'assistència dels pobres, ja que si estigués sustentada en el deure de què suposa que ha d'ajudar, no existiria, perquè no tothom sent aquest deure d'ajudar al pobre.
Quan l'ajuda es fa en virtut de l'estat general, es duu a terme per tal que el pobre no es converteixi en un enemic de la societat.
De manera que comença a transformar-se en una cosa social, no importen ni els sentiments ni el pobre com a persona com a tal, sinó que passa a ser una persona que ha de ser ajudada per tal d'evitar que es converteixi en un element abstracte que fa perillar el benestar social.
La societat actua en defensa de l'interès social, convertint-se en un "fi social", deixant de ser un mitjà. I aquest fi social anirà creixent a mesura que creix la societat.

### El secret
Per a Simmel el secret és una ocultació de realitats per mitjans positius o negatius. Aquest no té per què existir i pot ser exercit com una visió d'un poder que s'exerceix vers un individu o una societat. Afegeix que aquest és intrínsec a la política i pot servir per a alliberar-se.
És un factor d'individualització, però també pot ser d'unió, ja que les societats secretes es mantenen unides per la necessitat de mantenir un secret, una condició que també genera tensió perquè la societat es basa en el seu sentit de secret i exclusió social. Segons Simmel, en grups petits, els secrets són menys necessaris perquè tots els individus semblen ser més semblants. En contraposició, en grups més grans els secrets són necessaris com a resultat de la seva heterogeneïtat. El secret es troba en totes les relacions, fins i tot a relacions tan íntimes com és el matrimoni, ja que en desvetllar-ho tot es torna avorrit i per l'emoció.
Simmel veu un fil general en la importància del secret i l'ús estratègic d'aquest; per ser éssers socials capaços d'afrontar amb èxit el nostre entorn social, les persones necessiten dominis secrets clarament definits. A més, compartir un secret comú produeix un fort sentiment d'unió.
Els diners introdueixen un nivell de secret al qual mai s'havia arribat, ja que els diners permeten transaccions impersonals i invisibles, arran que els diners actualment són una part integral dels valors i creences humans, i és possible comprar el silenci.

## La moda, segons Simmel
Segons Simmel, la moda es configura per motius d'imitació i de distinció. Aquesta dinàmica s'estructura en un circuit vertical, el qual reconcilia l'individu amb la societat assentant els gustos personals dins un marc col·lectiu. La dinàmica de la distinció i de la imitació com a origen de la moda és un aspecte de la teoria de Simmel ben coneguda i citada sovint a llibres com: La Psicologia de la Moda (1895) i La Filosofia de la Moda (1905).

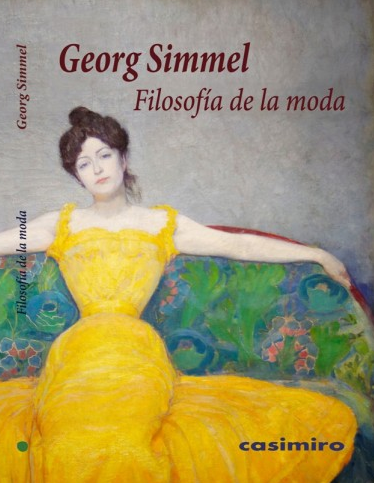
Filosofia de la Moda de Georg Simmel

De manera implícita, Simmel crea una definició de moda definint-la com un sistema del qual només és possible parlar-ne a partir de la modernitat, i més particularment des de la modernitat ja madura de la societat de masses, en la qual la producció de les mercaderies és simultàniament producció de signes i de significats socials reproduïbles en sèrie.
Dins les teories i les discussions sobre moda i modernitat, Simmel també parla del fenomen del flâneur, originalment associat amb el concepte de "vagar pels carrers sense rumb", però que s'associa amb l'artista amb esperit independent, apassionat, imparcial. Mentre que les visions estètiques de Charles Baudelaire van ajudar a veure la ciutat moderna com un espai d'investigació, teòrics com Georg Simmel van començar a codificar l'experiència urbana en termes més sociològics i psicològics. Simmel va teoritzar que les complexitats de la ciutat moderna creen nous llaços socials i noves actituds cap als altres. Per altra banda, va ser Walter Benjamin, a partir de la poesia de Charles Baudelaire, qui va fer del flâneur l'objecte d'interès acadèmic en el segle XX com un arquetip emblemàtic de l'experiència urbana i moderna. Després de Benjamin, el flâneur s'ha convertit en un símbol important per teòrics, artistes i escriptors.

## Principals obres publicades
- Zur Psychologie der Frauen (1890) (Aportacions a la psicologia de les dones)
- Über sociale Differenzierung (1890) (Sobre la diferenciació social)
- Die Probleme der Geschichtsphilosophie (1892) (Els problemes de la filosofia de la història)
- Einleitung in die Moralwissenschaft (1892/93) (Introducció a la ciència de la moral)
- Zur Psychologie der Mode (Aportació a la psicologia de la moda, Assaig publicat a la revista berlinesa Moderne Zeitfragen)
- Philosophie des Geldes (1900) (Filosofia dels diners)
- Zur Psychologie der Scham (1901) (Aportació a la psicologia de la vergonya)
- Brücke und Tür. (1903) (El pont i la porta)
- Philosophie der Mode (1905) (La Filosofia de la moda)
- Die Religion (1906) (La religió)
- Soziologie (1908) (Sociologia)
- Grundfragen der Soziologie (1917) (Qüestions fonamentals de sociologia)
- Der Konflikt der modernen Kultur (1918) (El conflicte de la cultura moderna)